# 克魯茲短吻獅子魚
克魯茲短吻獅子魚，為輻鰭魚綱鮋形目杜父魚亞目獅子魚科的其中一種，分布於印度洋的克羅澤群島海域，棲息深度4258-4290公尺，為深海底棲性魚類，體長可達10公分，屬肉食性，生活習性不明。

## 擴展閱讀
維基物種上的相關：克魯茲短吻獅子魚